# Adamawa United FC
Der Adamawa United Football Club ist ein nigerianischer Fußballverein aus Yola, der aktuell in der ersten Liga, der Nigeria Professional Football League, spielt.

## Stadion
Der Verein trägt seine Heimspiele im Pantami Stadium in Gombe aus. Das Stadion hat ein Fassungsvermögen von 5000 Personen.
Koordinaten: 10° 16′ 35,5″ N, 11° 10′ 6,5″ O

## Saisonplatzierung
| Saison  | Liga                                 | Level | Platz | Nigerian FA Cup |
| ------- | ------------------------------------ | ----- | ----- | --------------- |
| 2019/20 | Nigeria Professional Football League | 1     | 20.   |                 |

1. ↑  Die Saison wurde nach dem 25. Spieltag abgebrochen.

## Trainerchronik
| Trainer        | Nation  | von            | bis               |
| -------------- | ------- | -------------- | ----------------- |
| Mohammed Bello | Nigeria | 1. Januar 2019 | 31. Dezember 2019 |